# Germain Leduc
Pour les articles homonymes, voir Leduc.
Germain Leduc, né le 8 mai 1931 à Saint-Laurent et mort le 28 mars 1989 dans la même ville, est un notaire, administrateur et homme politique, député libéral de Saint-Laurent à l'Assemblée nationale du Québec de l'élection partielle du 5 avril 1982 au 12 décembre 1985, date à laquelle il présente sa démission pour libérer un siège pour le premier ministre et chef de son parti Robert Bourassa.

## Biographie

### Jeunesse et carrière avant la politique
Germain Leduc naît à Saint-Laurent le 8 mai 1931 du cultivateur Joseph-Avila Leduc et d'Adrienne Cousineau. Il suit son cours classique au Collège de Saint-Laurent et obtient sa licence de droit de l'Université de Montréal en 1956. Le 30 juin, il épouse Marielle St-Aubin. De 1956 à 1982, il exerce le métier de notaire avec le cabinet Leduc, Grou et Leduc. De 1972 à 1978, il est président de la Commission scolaire Sainte-Croix (en), puis président du Cégep de Saint-Laurent, successeur du Collège éponyme, de 1973 à 1979. Il est en même temps président de la caisse populaire de Saint-Laurent de 1970 à 1982. Il est brièvement professeur de droit à l'Université de Montréal et est membre du conseil d'administration de l'hôpital Notre-Dame-de-l'Espérance de 1972 à 1974.

### Carrière politique
En mai 1968, à quelques semaines des élections municipales dans sa ville de Saint-Laurent, le notaire annonce sa candidature à la mairie, et fait face au populaire maire sortant Marcel Laurin, lui-aussi notaire. Il s'agit de sa première participation en politique. À l'issue de l'élection le 3 novembre, Marcel Laurin l'emporte sur Leduc, qui a tout de même noté des irrégularités, notamment les plus de 1 500 votes rejetés, mais n'a pas demandé de recomptage des votes,.
Après la démission de Claude Forget, député libéral de Saint-Laurent, le 17 novembre 1981, une élection partielle est déclenchée le 5 avril 1982. Germain Leduc s'y présente sous la bannière des Libéraux et l'emporte face au candidat péquiste Michel Boisvert. Durant son premier mandat, il est membre de l'opposition officielle, dirigée par Claude Ryan. Il est réélu aux élections générales de 1985, mais le chef du parti et premier ministre Robert Bourassa n'ayant pas remporté sa circonscription, il cède son siège en quittant son poste le 12 décembre,. 
Le 20 mars 1986, après avoir quitté la politique provinciale, l'ancien député de Saint-Laurent retente sa chance à la mairie de Saint-Laurent, et fonde à l'occasion le parti l'Alliance municipale de Saint-Laurent. Durant sa campagne, il milite pour une meilleure représentation à la Communauté urbaine de Montréal, une plus grande transparence dans les dépenses et une réduction de taxes, ce qui n'a pas fait reculer pour autant Marcel Laurin, encore maire depuis leur dernière opposition en 1968,. Le 2 novembre, Laurin l'emporte à nouveau, mais seulement avec 2 789 que son adversaire, mais l'Alliance municipale réussit à décrocher 2 sièges au conseil.

### Après la vie politique
À partir du 20 juin 1986, il siège dans le conseil d'administration de la Société de développement industriel,. Il meurt le 28 mars 1989 à l'âge de 57 ans,. Sa dépouille est inhumée au cimetière de Saint-Laurent le 1er avril, tandis que la cérémonie funéraire avait eu lieu à l'église Saint-Sixte,,.
Il a eu quatre enfants avec son épouse Marielle. Ils sont Louis, Simon, Geneviève et Philippe.

## Résultats électoraux
| Suffrages exprimés | Suffrages exprimés | Suffrages exprimés                   | 26 068    |             |  |  |
|                    |                    |                                      |           |             |  |  |
|                    | Candidat           | Parti                                | Suffrages | Pourcentage |  |  |
|                    | Marcel Laurin      | Parti municipal                      | 14 069    | 53,97 %     |  |  |
|                    | Germain Leduc      | Alliance municipale de Saint-Laurent | 11 999    | 46,03 %     |  |  |

|                                                                                               | Nom                     | Parti                     | Nombre de voix | %      | Maj.   |
| --------------------------------------------------------------------------------------------- | ----------------------- | ------------------------- | -------------- | ------ | ------ |
|                                                                                               | Germain Leduc (sortant) | Libéral                   | 22 474         | 74,2 % | 16 367 |
|                                                                                               | Michel Larouche         | Parti québécois           | 6 107          | 20,2 % | -      |
|                                                                                               | Sid Ingerman            | NPD Québec                | 1 037          | 3,4 %  | -      |
|                                                                                               | Clément Guimond         | Progressiste conservateur | 390            | 1,3 %  | -      |
|                                                                                               | Jean Bilodeau           | Sans désignation          | 144            | 0,5 %  | -      |
|                                                                                               | Carl Paradis            | Commonwealth du Canada    | 74             | 0,2 %  | -      |
|                                                                                               | Pierre Sévigny          | Socialisme chrétien       | 56             | 0,2 %  | -      |
| Total                                                                                         | Total                   | Total                     | 30 282         | 100 %  |        |
| Le taux de participation lors de l'élection était de 72,4 % et 420 bulletins ont été rejetés. |                         |                           |                |        |        |

|                                                                                               | Nom                | Parti             | Nombre de voix | %      | Maj.   |
| --------------------------------------------------------------------------------------------- | ------------------ | ----------------- | -------------- | ------ | ------ |
|                                                                                               | Germain Leduc      | Libéral           | 16 776         | 77,6 % | 13 253 |
|                                                                                               | Michel Boisvert    | Parti québécois   | 3 523          | 16,3 % | -      |
|                                                                                               | Winifred Potter    | Liberté de choix  | 721            | 3,3 %  | -      |
|                                                                                               | Richard K. Kendall | Libertarien       | 262            | 1,2 %  | -      |
|                                                                                               | Maurice Gohier     | Travailleurs      | 128            | 0,6 %  | -      |
|                                                                                               | Paul Désormers     | Indépendant       | 123            | 0,6 %  | -      |
|                                                                                               | Émilien Martel     | Crédit social uni | 85             | 0,4 %  | -      |
| Total                                                                                         | Total              | Total             | 21 618         | 100 %  |        |
| Le taux de participation lors de l'élection était de 55,1 % et 355 bulletins ont été rejetés. |                    |                   |                |        |        |

| Votants                  | Votants                  | Votants                  | 6 769     |             |  |  |
|                          |                          |                          |           |             |  |  |
| Bulletins enregistrés    | Bulletins enregistrés    | Bulletins enregistrés    | 6 769     |             |  |  |
| Bulletins blancs ou nuls | Bulletins blancs ou nuls | Bulletins blancs ou nuls | 1 476     | 21,81 %     |  |  |
| Suffrages exprimés       | Suffrages exprimés       | Suffrages exprimés       | 5 293     | 78,19 %     |  |  |
|                          |                          |                          |           |             |  |  |
|                          | Candidat                 | Parti                    | Suffrages | Pourcentage |  |  |
|                          | Marcel Laurin            | Sans désignation         | 3 017     | 57 %        |  |  |
|                          | Germain Leduc            | Sans désignation         | 2 276     | 43 %        |  |  |